# Belang (recht)
In het procesrecht is het belang het voordeel dat een eiser kan verkrijgen uit zijn rechtsvordering. Het is een voorwaarde opdat de vordering toelaatbaar zou zijn (pas d'intérêt, pas d'action). Aan welke criteria dit voordeel moet voldoen, verschilt van rechtsstelsel tot rechtsstelsel. Door een tendens naar verruiming komen collectieve belangen meer en meer in aanmerking voor procesvoering.

## België

### Algemeen
Een nadere omschrijving van belang is te vinden in het verslag van koninklijk commissaris Charles Van Reepinghen:
Het belang bestaat in ieder stoffelijk of zedelijk voordeel – effectief maar niet theoretisch – dat de eiser kan trekken uit de vordering die hij instelt op het ogenblik waarop hij ze aanhangig maakt, zelfs zo de erkenning van het recht, de ontleding of de ernst van de schade slechts komt vast te staan op het ogenblik van de uitspraak van het vonnis.
De rechterlijke macht is er niet om consultaties te houden over juridische eventualiteiten, maar om geschillen te beslechten die een daadwerkelijke weerslag hebben op de rechtstoestand van de partijen. Daarom raakt het belang ook de openbare orde: de rechter kan de afwezigheid van belang ambtshalve opwerpen, al maakt geen enkele partij er een probleem van. Wel vergt het recht van verdediging dat partijen steeds de gelegenheid krijgen er debat over te voeren.

### Wetgeving
De vereiste van een belang is opgenomen in artikel 17 van het Gerechtelijk Wetboek, dat verder ook hoedanigheid als ontvankelijkheidsvoorwaarde vooropstelt. In 2018 is deze bepaling aangevuld om ook de rechtsvorderingen toe te laten van rechtspersonen die zich inzetten voor de mensenrechten en de fundamentele vrijheden.
Artikel 18 preciseert verder:
Het belang moet een reeds verkregen en dadelijk belang zijn.
De rechtsvordering kan worden toegelaten, indien zij, zelfs tot verkrijging van een verklaring van recht, is ingesteld om schending van een ernstig bedreigd recht te voorkomen.
In een aantal bijzondere wetten zijn de regels versoepeld om het verdedigen van een collectief belang op specifieke gebieden toe te laten. Zo kan elke Belg sinds 1911 het beplanten van een industriële grondontginning eisen. Ook kunnen belangenverenigingen sinds 1981 in rechte treden om de toepassing van de Antiracismewet af te dwingen, wanneer dit verband houdt met hun statutaire opdracht. In 1993 kregen ecologische verenigingen het recht in kortgeding op te komen tegen inbreuken op de milieuwetgeving.

### Administratief recht
Wanneer men een procedure instelt bij de Raad van State, moet de verzoeker een belang hebben bij de aanvechting van een bepaalde administratieve beslissing. In het administratief recht krijgt de term "belang" een eigen invulling. Het belang moet:
- geïndividualiseerd zijn: het is de verzoeker zelf die een belang moet hebben bij de vernietiging van een administratieve beslissing;
- direct zijn: er moet een oorzakelijk verband bestaan tussen het nadeel dat men inroept en de aangevochten beslissing;
- zeker zijn: het belang moet vaststaan en mag niet hypothetisch zijn;
- een concreet voordeel opleveren: de verzoeker moet een concreet voordeel hebben bij de vernietiging van de aangevochten administratieve beslissing;
- actueel zijn: d.w.z. dat men een belang moet hebben op het ogenblik van het instellen van het beroep alsook op het moment van de uitspraak.

De afdeling bestuursrechtspraak van de Raad van State legt verder uit:
Het belang, waarvan een verzoekende partij blijk moet geven, dient te bestaan op het ogenblik van het instellen van het annulatieberoep en de verzoekende partij moet dat belang behouden tot aan de uitspraak. De aard van het belang kan weliswaar evolueren, maar een verzoekende partij moet minstens aannemelijk maken dat de gevraagde nietigverklaring haar nog een concreet voordeel oplevert.
Om als toereikend te worden beschouwd, moet het belang onder meer rechtstreeks zijn en de verzoekende partij een voordeel verschaffen dat voldoende direct verband houdt met de finaliteit van een nietigverklaring, namelijk het doen verdwijnen van de bestreden rechtshandeling uit de rechtsorde.
Het voordeel moet in beginsel méér zijn dan de morele genoegdoening die een verzoekende partij put uit het horen onwettig verklaren van de bestreden beslissing, inzonderheid om derden aldus te overtuigen van haar initieel gelijk. Een dergelijk belang heeft een karakter dat niet valt binnen de grenzen van het belang zoals bedoeld in artikel 19, eerste lid, van de gecoördineerde wetten op de Raad van State; dat beoogde voordeel is immers niet verbonden met het verdwijnen van de bestreden beslissing uit het rechtsverkeer maar enkel met het horen gegrond verklaren erga omnes van de door de verzoekende partij aangevoerde middelen.

## Internationale rechtbanken
De internationale rechtsorde kende lange tijd geen rechtbanken, en toen die er kwamen waren ze voorbehouden aan staten. Verdragen kenden geen rechten met directe werking toe aan burgers, waardoor individuen geen belang konden aantonen voor een internationale rechtbank. Daar kwam voor het eerst verandering in met de oprichting van het Europees Hof voor de Rechten van de Mens in 1959. Aanvankelijk hadden belanghebbende individuen enkel toegang tot het hof als ze daartoe door hun land waren gerechtigd en voor zover hun eis niet naar het Ministercomité werd verwezen, maar in 1998 werden deze beperkingen opgeheven.

## Voetnoten
1. ↑  Verslag van de Heer Charles Van Reepinghen, Parl.St. Senaat, 1963-64, nr. 60, p. 23
2. ↑  Artikel 137 van de Wet van 21 december 2018 houdende diverse bepalingen betreffende justitie
3. ↑  Artikel 2 van de Wet van 12 augustus 1911 tot behoud van de schoonheid der landschappen
4. ↑  Artikel 32 van de Wet van 30 juli 1981 tot bestraffing van bepaalde door racisme en xenofobie ingegeven daden
5. ↑  Wet van 12 januari 1993 betreffende een vorderingsrecht inzake bescherming van het leefmilieu
6. ↑  RvS 23 december 2021, nr. 252.541.